# Halve Maen (Efteling)
Die Halve Maen (zu deutsch: Halber Mond) ist eine Schiffschaukel im Themenpark Efteling in den Niederlanden. Die Attraktion befindet sich in Ruigrijk und wurde 1982 eröffnet. Sie basiert auf einem Schiff der VOC, der Halve Maen, vor der Kulisse eines Hafens im Stil von Anton Pieck, illustriert von Ton van de Ven.
Die Halve Maen ist – nach der Stahlachterbahn Python – die zweitgrößte Attraktion in Efteling. Sie ist 20,5 Meter hoch, hat eine Schwingweite von 24 Metern und erreicht eine Geschwindigkeit von 54 Stundenkilometern. 84 Personen finden in der Schaukel Platz. Damit war sie zum Zeitpunkt der Eröffnung die größte Schiffsschaukel der Welt. Der Bau kostete damals zwei Millionen Gulden.